# Gründlerek
A gründlerek (Gründe: szűk völgyek) a déli Szepesség lakói. Egyes kutatók szerint az erdélyi szászokkal rokonok és nagyrészt valószínűleg onnan is húzódtak fel észak felé. Az erdélyi szászok egy része flandriai (vallon) eredetű. Innen eredhet Szepesolaszi német neve: Wallendorf. A Szepességben, a felsőbányavárosok területén élő, a szepességi szászokétól eltérő dialektust beszélő németség. A hét szepesi bányavárost alapító német telepesek megkülönböztető neve.
Városaik Gölnicbánya, Szomolnok, Szomolnokhuta és Korompa voltak. Többségük bányász volt. 1930-ban ünnepelték bevándorlásuk 700 éves évfordulóját. Az ún. Sangerfest jubiláris ünnepséggé bővült és ekkor szentelték föl a szepesremetei dalárda zászlaját is.
Előbb a bányák bezárása volt a fő oka a demográfiai hanyatlásnak. Az első világháború végével, a hatalomváltás (csehszlovák államfordulat) új fejezetet nyitott, mivel a cseh ipar érdekében sorban zárták be a szepesi vasműveket és ipartelepeket. A gazdasági válságra adott szász reakció a kivándorlás lett. A korabeli országos átlagot messze felülmúló iskolahálózat és a magas színvonalú oktatás miatt is el tudták hagyni szülőföldjüket. A 19. század végén a szászok többsége jelentősen túlképzett volt a helyben található munkákhoz, így a belföldi migráció révén az értelmiség között szerte az országban találkozni szepességi szászokkal és az ő leszármazottaikkal. 1847-ben a szepességi városokban még 80% felett volt a németek aránya, ez 1910-re 31%-ra csökkent, miközben a két végső időpontban szinte azonos számú lakossággal számolhatunk. A magyar állam iránt lojálisak voltak, harcoltak a kurucok oldalán, harcoltak 1848-1849-ben a magyar ügyért, de közben ragaszkodtak szász jogaikhoz, anyanyelvükhöz és különállásukhoz.